# Aeroporto Internacional Príncipe Said Ibrahim
O Aeroporto Internacional Príncipe Said Ibrahim (em francês: Aéroport international Moroni Prince Saïd Ibrahim) é um aeroporto internacional localizado na cidade de Hahaya que serve principalmente à cidade de Moroni, capital de Comores.